# Barbus haasianus
Barbus haasianus е вид лъчеперка от семейство Шаранови (Cyprinidae). Видът не е застрашен от изчезване.

## Разпространение
Разпространен е в Ангола, Ботсвана, Демократична република Конго, Замбия, Зимбабве, Малави, Мозамбик и Намибия.

## Описание
На дължина достигат до 3,2 cm.